# Dolors Payàs i Puigarnau
Dolors Payàs i Puigarnau (Manresa, 1955) és una escriptora, guionista i directora de cinema catalana.

## Biografia
Després de començar estudis de periodisme primer a la Universitat de Pamplona i després a la Universitat Autònoma de Barcelona, va marxar a Ciutat de Mèxic, on es va llicenciar en cinematografia i escriptura de guions a la Universitat Nacional Autònoma de Mèxic. Allí mateix, el 1980, va realitzar guions i documentals didàctics per la Unitat de Televisió Educativa i Cultural de Mèxic.
El 1983 va dirigir el curtmetratge de ficció Levanta más la pierna, que va guanyar el concurs del Ministeri de Cultura d'Espanya "La imagen de la mujer en los medios". Això li va permetre tornar a Barcelona, on va treballar a la productora de Paco Poch i va escriure alguns guions de pel·lícules, així com de dos episodis de la sèrie de televisió I ara què, Xènia? (1993). També treballar de guionista a l'Associació de Televisió Educativa Iberoamericana i a l'àrea de guions de l'ESCAC - Escola Superior de Cinema i Audiovisuals de Catalunya.
El 1998 va dirigir el seu primer llargmetratge, Em dic Sara, que va rebre el Premi Turia a la millor opera prima als IX Premis Turia. No tornaria a dirigir cap llargmetratge fins 2008, quan va dirigir Mejor que nunca, protagonitzada per Victoria Abril.
Ha combinat la seva activitat cinematogràfica amb la literatura i ha escrit articles per El País i Revista de Letras. També ha viscut un temps a la Xina.

## Filmografia
Com a directora
- Levanta más la pierna (també guionista, muntatge i productora, 1985)
- Ejercicio colectivo (1983)
- Em dic Sara (també guionista, 1998)
- Mejor que nunca (també guionista, 2008)

Com a guionista
- Gaudí de Manuel Huerga (1989)
- Cràpules de Toni Mora (1993)
- Laia, el regal d'aniversari de Jordi Frades (1994)
- No es pot tenir tot de Jesús Garay (1997)
- Sunbjúdice de Josep Maria Forn (1998)

## Obra literària
- El amante de Albión (2014)
- Drink Time! amb Patrick Leigh Fermor (2009) ISBN 978-84-15689-71-3
- Adorables criaturas (2013) ISBN 9788408035527
- Desde una bicicleta china (2016) ISBN 9788491390251
- Solo sombras (2019) ISBN 9788417181765